# Vox (politiskt parti)
Vox är ett politiskt parti i Spanien, bildat 2013 av medlemmar från Partido Popular. Nuvarande ordförande är Santiago Abascal. Partiet definieras bland annat som högerpopulistiskt, islamofobiskt, antifeministiskt, nationalkonservativt och högerextremt.
Partiet har en tydlig katolsk kristen profil, med förespråkande av motstånd mot bland annat samkönat äktenskap och abort. Partiet framhäver ofta Spaniens kristna rötter och försvarar kristendomens plats i det offentliga livet, inklusive skolor och högtider.
Partiet är medlem i Alliansen konservativa och reformister i Europa (AECR) och dess ledamöter i Europaparlamentet sitter i Gruppen Europeiska konservativa och reformister (ECR-gruppen).
I parlamentsvalet i november 2019 var Vox valets stora vinnare med 52 platser och blev tredje största parti i parlamentet.